# 洛泽陨击坑
洛泽陨击坑（Lohse）是位于火星阿耳古瑞区南纬43.7°、西经16.8°处的一座撞击坑，直径约为155.5公里，其名称取自德国天文学家“威廉·奥斯瓦尔德·洛泽”（Oswald Lohse）（1845年-1915年）。
该陨坑已严重磨损，中央隆起区分布有许多冲沟。撞击坑通常有一圈周围覆盖着喷射物的边缘，相比之下，火山口通常则没有边缘或喷射沉积物。当形成的陨坑更大（直径大于10公里），它们通常有一座中心峰，这种山峰是由于撞击后陨坑底部的反弹所形成。

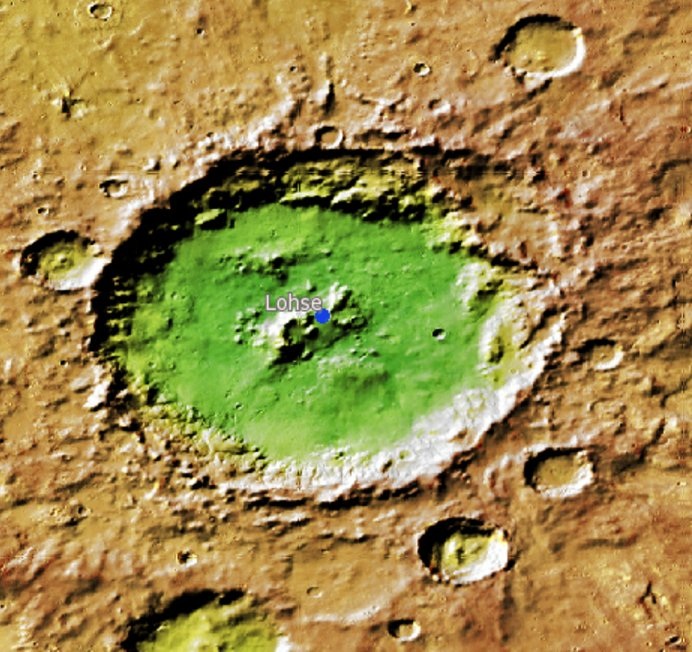
洛泽陨击坑地形图
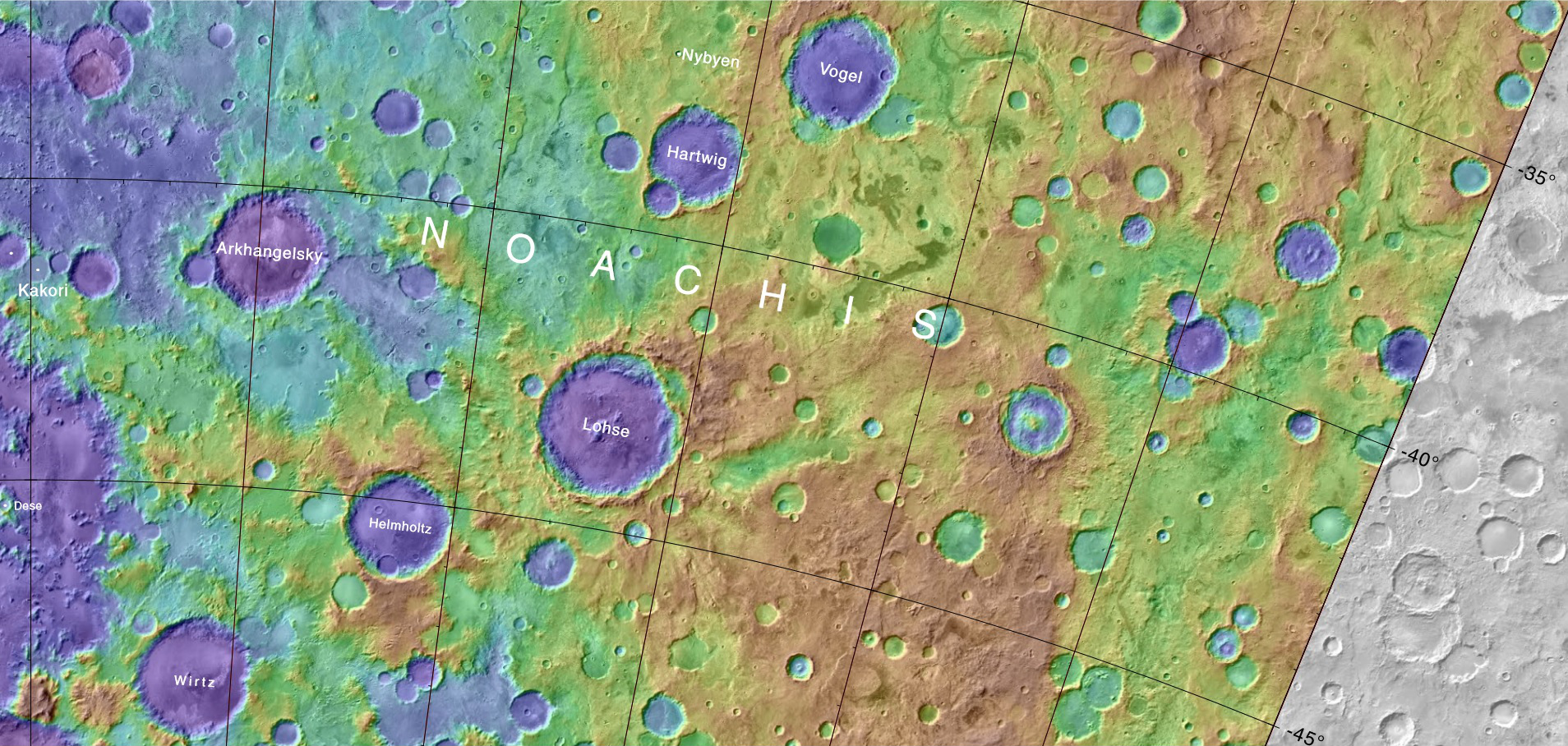
显示了洛泽陨击坑和附近其他陨坑位置的地形图

## 另请查看
- 火星撞击坑